# Южа
Ю́жа — город (с 1925 года), административный центр Южского района Ивановской области России.

## Этимология
По мнению А. А. Никольского, Л. А. Кононенко и других, название города происходит от финно-угорского слова «ужа» (южа) — в значении дальний угол, клин леса, а также, возможно, от «юзга» — в значении болото, топь. По оценке Е. М. Поспелова, в дарственной грамоте князя Пожарского 1557 г. упоминается Южский рубеж, название которого представляет собой русское прилагательное от древнего финно-угорского гидронима Юг или Юга — «река» (ср. Волжский от Волга). По этому рубежу получило название село Южа (упоминается с 1628 г.). По селу и исходный гидроним был превращён в Южа.

## География
Город расположен на берегах «рукотворного озера» — водохранилища Вазаль, в 95 км к юго-востоку от Иванова.
Преобладает умеренно континентальный климат. Среднее количество осадков в год составляет 650 мм. Самый тёплый месяц июль, со средней температурой 19,3 °C, а самый холодный — январь, со средней температурой −9 °C.

## История
Ранняя история
Первые документальные свидетельства о Юже как о поселении относятся к середине XVI века. Самое раннее известное упоминание датируется 1556 годом/1557 годом и содержится в грамоте князей Пожарских архимандриту Михаилу Суздальского Спасо-Евфимиева монастыря, где упоминается «Южьской рубеж» при описании пустоши Клестовской. В середине XVI века «селище Южа» принадлежало Григорию Карамышеву, сыну Якова Нечая Карамышева, потомку дворянского рода татарского происхождения. Григорий Карамышев был пожалован поместьем в Стародубе-Ряполовском, где находилось и «селище Южа». В 1550 году он вошёл в состав тысячников по Стародубу.
После смерти Г.Я. Карамышева Южа, вероятно, перешла к царю Ивану Грозному, который передал её своему двоюродному брату князю Владимиру Андреевичу Старицкому. В разъезжей грамоте 1566 года/1567 года упоминается «село Селище Южской волости».
Вскоре Южа перешла к князьям Воротынские, а именно к князю Михаилу Ивановичу Воротынскому. В 1569 году князь завещал Южу своей жене Стефаниде, однако после опалы Воротынских, Южа, вероятно, снова отошла «на великого государя».
После Смуты, к 1627 году—1629 году, «село Никольское, Южа тож» было пожаловано Федору Фомичу Толмачеву. Второе название связано с деревянной церковью св. Николая Чудотворца, существовавшей в селе. Ему наследовал племянник Захар Захарович Толмачев, владевший имениями до 1678 года.
К 1645 году Южа значилась в вотчине Никифора Юрьевича Плещеева, потомка старинного рода.
В дальнейшем, после смерти Н.Ю. Плещеева, Южа перешла к его дочери Евдокии, вышедшей замуж за князя Ивана Борисовича Репнина. К 1678 году Южа (село Никольское тож) принадлежала князю И.Б. Репнину. Его наследником стал фельдмаршал князь Аникита Иванович Репнин. В 1715 году в Юже, помимо Никольской церкви, был «двор прикащиков».
XVIII век
После А.И. Репнина Южу унаследовал его внук, князь Сергей Иванович Репнин, который в 1751 году продал имение графу Карлу Ефимовичу Сиверсу.
В 1761 году граф Сиверс перепродал Южу Михаилу Степановичу Опочинину, генерал-майору артиллерии и президенту Берг-коллегии. К 1763 году за М.С. Опочининым в Юже и деревнях числилось 420 душ мужского пола. После смерти М.С. Опочинина в 1764 году Южа перешла к его сыну Ивану Михайловичу Опочинину, а затем к его вдове Прасковье Петровне. После её смерти Южа перешла к внуку Михаила Степановича, Николаю Ивановичу Опочинину.
В 1775 году Южа досталась вдове Николая Ивановича, Татьяне Федоровне, и их дочери Екатерине Николаевне Опочининой. В 1795 году в Юже числилось 118 мужских и 149 женских душ. В том же году была построена каменная Смоленская церковь. Епископ Виктор (Онисимов) лично посещал Южу, возможно, при освящении храма.
XIX век
В 1811 году Т.Ф. Опочинина передала Южу в приданое дочери, Екатерине Николаевне Опочининой, вышедшей замуж за Петра Петровича Нарышкина. После смерти мужа в 1825 году Е.Н. Нарышкина стала единоличной владелицей Южи. В 1834 году в Юже числилось 166 мужских и 193 женских души крестьян.
В 1859 году Южу у Нарышкиной приобрел Иван Александрович Протасьев, вязниковский помещик. Протасьев осушил болото Юзга, создав озеро Вазаль, и в 1862 году построил бумагопрядильную фабрику.
В 1865 году Протасьев продал Южу вместе с фабрикой Асигкриту Яковлевичу Балину. В том же году была завершена перестройка Свято-Смоленского храма на средства Протасьева.
По сведениям 1859 года, опубликованным Центральным статистическим комитетом Министерства внутренних дел в 1863 году, «Владимирской губернии Вязниковского уезда, 2-го стана; расположенное на Балахнинском торговом тракте, от р. Тезы к границе Гороховского уезда: Южа — село владельческое, при колодцах; от уездного центра 57 вёрст, от становой квартиры 12 вёрст; число дворов 78, число жителей: мужского пола — 169 чел., женского пола — 210 чел. Церковь православная 1 (одна)».
Усердием вязниковского помещика Ивана Александровича Протасьева, владевшего селом, в 1862 году на берегу здешнего озера Вазаль был построен первый трёхэтажный корпус, основанной им бумагопрядильной фабрики. В 1865 году фабрика была куплена шуйским купцом Асигкритом Яковлевичем Балиным и впоследствии промышленное предприятие получило известность как «Фабрика Балиных» и «Южская мануфактура». При покупке фабрика имела 13776 прядильных веретён, через двадцать лет, в 1885 году, фабрика имела 50136 прядильных веретён и 120 ткацких станков — из бумагопрядильной она превратилась в прядильно-ткацкую.
В 1860—1890-е годы в Юже были построены многоэтажные краснокирпичные корпуса фабрики (прядильный и ткацкий), а также склады. К началу XX века Южа — крупный рабочий посёлок.
XX век и современность
При советской власти в 1925 году село и слобода были объединены и вновь созданный населённый пункт получил статус города, а по декрету ВЦИК от 24 мая 1926 года Южа в составе Шуйского уезда Иваново-Вознесенской губернии.
С 1929 года — после нового государственного административно-территориального деления в СССР — город Южа — административный центр одноимённого района Ивановской Промышленной области РСФСР, а с 1936 года — Ивановской области РСФСР (с 1991 года — Российской Федерации). Этот статус населённого пункта сохраняется до настоящего времени.
В советское время Южа стала крупным промышленным центром. Фабрика Балиных была национализирована и продолжила работать. В городе развивалась социальная инфраструктура.
В настоящее время Южа — город в Ивановской области, но численность населения сокращается. Историческое ядро Южи — Старая Южа — сохранило статус села.

## Население
| 1897    | 1905    | 1926    | 1931    | 1939    | 1959    | 1967    | 1970    | 1979    | 1989    | 1992    |
| ------- | ------- | ------- | ------- | ------- | ------- | ------- | ------- | ------- | ------- | ------- |
| 3998    | ↗7800   | ↗12 900 | ↗13 400 | ↗21 586 | ↗23 066 | ↘23 000 | ↗23 843 | ↘22 081 | ↘20 695 | ↗20 700 |
| 1996    | 1998    | 2001    | 2002    | 2003    | 2005    | 2006    | 2007    | 2009    | 2010    | 2011    |
| ↘19 700 | ↘19 200 | ↘18 600 | ↘15 636 | ↘15 600 | ↘15 300 | ↘15 100 | ↘14 900 | ↘14 680 | ↘14 170 | ↗14 200 |
| 2012    | 2013    | 2014    | 2015    | 2016    | 2017    | 2018    | 2019    | 2020    | 2021    |         |
| ↘13 809 | ↘13 539 | ↘13 365 | ↘13 201 | ↘13 019 | ↘12 834 | ↘12 595 | ↘12 369 | ↘12 229 | ↗12 957 |         |

На 1 января 2025 года по численности населения город находился на 844-м месте из 1124 городов Российской Федерации.
Национальный состав
По итогам переписи населения 2020 года проживали следующие национальности (национальности менее 0,1 % и другое, см. в сноске к строке «Другие»):
| Национальность | Численность, чел. | Доля     |
| -------------- | ----------------- | -------- |
| Русские        | 12 036            | 92,89 %  |
| Кумыки         | 102               | 0,79 %   |
| Татары         | 45                | 0,35 %   |
| Марийцы        | 44                | 0,34 %   |
| Азербайджанцы  | 38                | 0,29 %   |
| Армяне         | 24                | 0,19 %   |
| Украинцы       | 22                | 0,17 %   |
| Башкиры        | 22                | 0,17 %   |
| Узбеки         | 19                | 0,15 %   |
| Цыгане         | 18                | 0,14 %   |
| Чеченцы        | 17                | 0,13 %   |
| Другие         | 570               | 4,39 %   |
| Итого          | 12 957            | 100,00 % |

## Экономика
Южская прядильно-ткацкая фабрика, Южская швейная фабрика, Южское лесничество, предприятия «Южа-Торф» и «Мануфактура Балина».

## Достопримечательности
В городе сохранилась инфраструктура рабочего посёлка при фабрике XIX века. Нижеперечисленные достопримечательности следует рассматривать именно как части инфраструктурного комплекса.
- Комплекс зданий ткацкой фабрики (середина-конец XIX века).
- Озеро Вязаль с гидротехническими сооружениями.
- Казармы для рабочих 1890-х годов (Советский проезд, дома 1, 3, 7, 9; Глушицкий проезд, дом 4)
- Хлебозавод.
- Магазин при фабрике, ныне — магазин «Центральный» .
- Здание «народного дома» при фабрике Асигкрита Балина (1910), Советская улица, дом 9 (архитектор Густав Гельрих, мастер московского модерна).
- Здание «Высшего начального училища» при фабрике Балина (1913); Советская улица, дом 20; ныне в нём средняя школа № 3[33] (архитектор Гельрих).
- Здание водонапорной башни (Большой Торговый переулок, 1901)
- Здание богадельни (Советская улица, дом 15).
- Остатки бани под дамбой озера Вязаль.
- Комплекс строений дачи Балиных (улица Дача, дом 13).
- «Балинский лес» — парк при даче Балиных с лиственничной аллеей.
- Здание детской поликлиники в стиле конструктивизм (1929, Советская улица, дом 24).
- Детский парк (угол улиц Арсеньевки и Советской).
- Ансамбль центральной площади.

Достопримечательности, не связанные напрямую с фабрикой.
- Мемориал-памятник «Танк „Южский пионер“» — танку, участвовавшему в Великой Отечественной войне, созданному на денежные средства, собранные южскими пионерами и школьниками в 1943 году (установлен в 2004 году)[34].
- Церковь Смоленской иконы Божией Матери (сооружена в 1795 году; в 1862—1863 годах частично перестроена; в 1888 году обновлена[35].
- Здание бывшего постоялого двора (улица Черняховского, дом 19).
- Здание купеческого дома с характерной компоновкой помещений: лавка внизу, жилые помещения наверху (улица Труда, 1).

## Прочие сведения
- В начале 1900-х годов была построена и открыта линия Балахнинско-Шуйской сети узкоколейных железных дорог, соединившая Южу с городами Шуей и Балахной. Узкоколейная железная дорога была почти полностью разобрана в 1990-х годах, последний участок дороги — вблизи посёлка Мугреевского, ликвидирован в 2004 году. В настоящий момент в городе сохранилась насыпь с остатками шпал и перестроенное здание вокзала.
- После окончания советско-финской войны (1939—1940) финская сторона передала советским военным властям 5,5 тыс. военнопленных красноармейцев. Все они были направлены в Южу, где был создан спецлагерь. Южский лагерь, обнесённый колючей проволокой, охранялся конвойными войсками НКВД. Заключённые в нём были лишены права переписки, свидания с родными и близкими. Оставшиеся в лагере весной 1941 года были вывезены на Север, дальнейшая их судьба неизвестна[36].